# Dipartimento di Passariano
Il dipartimento di Passariano fu costituito nel 1806 nell'ambito del Regno d'Italia e cessò di esistere nel 1814. Contrassegnato dal numero XVIII, prendeva il nome dal paese di Passariano, piccolo borgo (frazione del Comune di Codroipo) sorto presso la Villa Manin, residenza estiva dell'ultimo doge della Repubblica di Venezia. Aveva come capoluogo Udine. Era suddiviso nei quattro distretti di Udine, Tolmezzo, Cividale, Gradisca, che a loro volta comprendevano 18 cantoni.
Il dipartimento fu creato dopo l'annessione del 1º maggio 1806 da parte del Regno d'Italia di Venezia e delle sue dipendenze (Istria e Dalmazia). Fu poi leggermente ingrandito il 10 ottobre 1807, con la Convenzione di Fontainebleau, con territori sulla riva destra dell'Isonzo in cambio di alcuni sulla sinistra. Dopo il trattato di Schönbrunn del 14 ottobre 1809, l'Impero francese ottenne i territori sulla riva sinistra dell'Isonzo per far parte delle province dell'Illiria e il Passariano perse alcuni comuni in favore del dipartimento dell'Adriatico.

## Suddivisione amministrativa

### Distretto I di Udine
- Cantone di Codroipo
- Cantone di Gemona
- Cantone di Latisana
- Cantone di San Daniele
- Cantone di Tricesimo (soppresso con ordinanza del 1-1-1811)
- Cantone di Udine

### Distretto II di Gradisca
- Cantone di Cervignano
- Cantone di Cormons
- Cantone di Gradisca
- Cantone di Palma

### Distretto III di Tolmezzo
- Cantone di Ampezzo
- Cantone di Paluzza
- Cantone di Resiutta (poi sostituito nel 1811 dal cantone di Moggio di Sotto)
- Cantone di Rigolato-Ludaria (comprendeva anche il comune di Sappada, nel 1811 fu chiamato solo col nome di Rigolato)
- Cantone di Tolmezzo

### Distretto IV di Cividale
- Cantone di Cividale
- Cantone di Faedis
- Cantone di San Pietro degli Schiavoni, con i comuni: San Pietro, Savogna, Rodda, Tarcetta, San Leonardo, Stregna, Grimacco, Drenchia, Luico/Livek
- Cantone di Caporetto (dopo il trattato di Schönbrunn)